# 茨城トヨタ自動車
茨城トヨタ自動車株式会社（いばらきトヨタじどうしゃ）は、茨城県を主な販売エリアとするトヨタ自動車（販売チャネル／トヨタ店・レクサス店）及び輸入車（フォルクスワーゲン）の正規ディーラーである。
新車の販売に対し、1エリア1人の完全テリトリー制を導入して、カスタマーフォローに力を入れている、茨城県最大の自動車販売会社である。また、トヨタ販売会社にしては珍しく新車店舗に中古車専任の営業担当者を置き、中古車展示場を併設して、中古車販売にも注力している。

## 関連会社
- 株式会社ハタヤモータープール（茨城トヨペットとの共同出資）
- 株式会社トヨタレンタリース茨城
- トヨタL&F茨城株式会社
- ネッツトヨタ水戸株式会社
- 茨城トヨタ中古自動車株式会社（中古車販売業・アミューズ水戸）
- 茨城トヨタ陸送株式会社
- タックス（コンピュータサービス）
- トヨタカローラ南茨城株式会社
- 茨城日野自動車株式会社
- ジェームス茨城（ジェームス千波店）
- トヨタホーム茨城株式会社
- 茨城トヨタ整備株式会社
- 竜ヶ崎自動車学校
- ジョイカルチャー（TSUTAYA 鹿島宮中店　TSUTAYA 鹿島店）
- ベストゴルフ（ゴルフ練習場）
- センチュリーオートヴィークル（AUDI 水戸　AUDI つくば）
- アネシスセキュリティー（警備会社）
- トヨタキャピタルアカウント株式会社（人材派遣業）